# Босанскохерцеговачка кухиња
Босанскохерцеговачка кухиња (понекад само босанска кухиња) кухиња је блиско везана за турску, грчку и друге медитеранске кухиње, а наравно и кухиње суседне Србије, Хрватске итд. Међутим, због година аустријске управе, у њу се дошли и утицаји средње Европе. Храна у Босни и Херцеговини припрема се са много разноврсних зачина, али обично у малим количинама. Већина хране је лагана, пошто се кува у малим количинама воде. Сосови су потпуно природни, пошто их углавном чине природни сокови поврћа у јелу.
Типични састојци јела босанске кухиње су парадајз, кромпир, црвени лук, бели лук, паприка, краставац, мрква, купус, гљиве, шпинат, тиквице, сушени и свежи грах, млевена паприка, млеко и павлака. Јела од меса су од говедине, јагњетине, свињетине итд. Регион Херцеговине је погодан за узгајање винове лозе и производњу вина, док се у Босни ракија добија од шљива и јабука. Кафа се пије из филџана, уз све мањи присутан ратлук (трад. рахатлук, рахатлокум).

## Слана јела
- Ћевапи — Јело од меса које се пече на роштиљу, а прави се од говеђег, јагњећег или пилећег меса. Служи се са луком у сомуну (лепина).
- Крзатма — јело од меса са прилогом од грашка, пиринча или тестенине.
- Бегова чорба — Чорба која са прави од меса и поврћа.
- Чорба од бамије — Чорба од поврћа бамије.
- Крајишке поле — јело од кромпира печеног на жару, у рерни или сачу.
- Филоване паприке — Паприке пуњене млевеним (фашираним) месом.
- Соган-долма — Лук пуњен млевеним месом.
- Бурек и друге пите — Пециво пуњено млевеним месом, које се традиционално умотава. Исто јело пуњено сиром се назива сирница, са зељем или зељем и сиром зељаница, а са кромпиром кромпируша. Сва ова јела се у Босни називају питама (бурек је само са месом).
- Сарма — Месо и рижа умотани у листове (најчешће) купуса.
- Јапрак — Листови винове лозе у које се умотава месо и рижа.
- Грах — Традиционално јело, пасуљ са месом.
- Босански лонац — Чорба са месом које се кува на отвореном пламену, изворно у земљаном босанском лонцу и/или сачу.
- Мусака — Јело које се прави од слојева кромпира, млевеног меса и зачина.
- Кљукуша — Тесто у које се понекад додаје рендани кромпир; пече се у рерни и служи преливено кајмаком и/или киселим млеком.
- Пура — Јело од кукурузног брашна, углавном заливено засољеним млеком и прекривено павлаком и/или кајмаком, а понекад и свињском машћу (уљем).
- Пршута — Сушена шунка.

### Сиреви
- Травнички — Бели сир који личи на фету; из травничког краја.
- Влашићки — Сир сличан травничком, пореклом из села са планине Влашића.
- Ливањски сир — Суви жути сир из Ливна.
- Млади сир — Свежи несољени, углавном крављи сир.
- Стари сир — Свежи усољени, углавном овчји сир.
- Кајмак — Скрама која се скида са млека.
- Сир из мијеха — Овчијем млеку се дозволи да се преобрази у сув сир у мијеху; личи на пармезан.

## Слатка јела
- Туфахије — Куване јабуке украшене филом и шлаг-пеном.
- Баклава — Танке јуфке прекривене орасима или пистацијама (изворно турски), натопљене шећерним сирупом или медом, поређане једна на другу.
- Ружица — Слично баклави, али се пече у малим ролницама са сувим грожђем.
- Јабуковача — Колач од лиснатог теста пуњеног изренданим, скуваним и заслађеним јабукама.
- Хурмашица — Тесто у облику урме натопљено слатким сирупом.
- Рахатлокум — Желатинизована слатка посластица, обично се традиционално послужује уз босанску кахву.
- Сутлијаш — Десерт од риже.
- Тулумбе — Дубоко пржено тесто заслађено слатким сирупом.
- Кадаиф — Тесто извучено у танке ваљке односно нити и заслађено слатким сирупом (агда).
- Халва — Десерт од теста, често се украшава орасима и шећером у праху или кристалним шећером; често се послужује за време муслиманског месеца рамазана.
- Палачинке — Десерт од теста у које се умотава крем-намаз, мармелада и сл.
- Компот — Слатки напитак од куваног воћа, углавном шљива, крушака, јабука итд.

## Алкохолна пића
Вина се производе углавном у Херцеговини, у области Мостара, Читлук (Херцеговина)а, Љубушког, Стоца, Домановића и Међугорја.
Ракија се добија из шљива, јабука, крушака или грожђа, са процентом алкохола од 45% или више.